# خشب النسغ

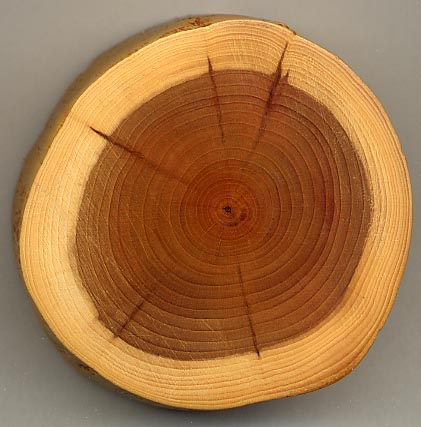
مقطع عرضي لجذع الطقسوس. الخشب الصادق قاتم وخشب النسغ فاتح

خشب النسغ أو الخشب الكاذب هو الخشب الشاب النشط من الناحية الحيوية الموجود أسفل القُلب الحزمي في جذع الشجرة. تحمل الشعيرات الدموية الماء والأملاح الغذائية إلى تاج الشجرة وتخزن السكر والنشا في البرنشيمة. مع تقدم العمر يفقد خشب النسغ حيويته، ويتحول في بعض أنواع الأشجار إلى الجلب أو الخشب الصادق. ويختلف الجلب وخشب النسغ في الكثافة والقوة.